# Temporada 2004 de la NFL

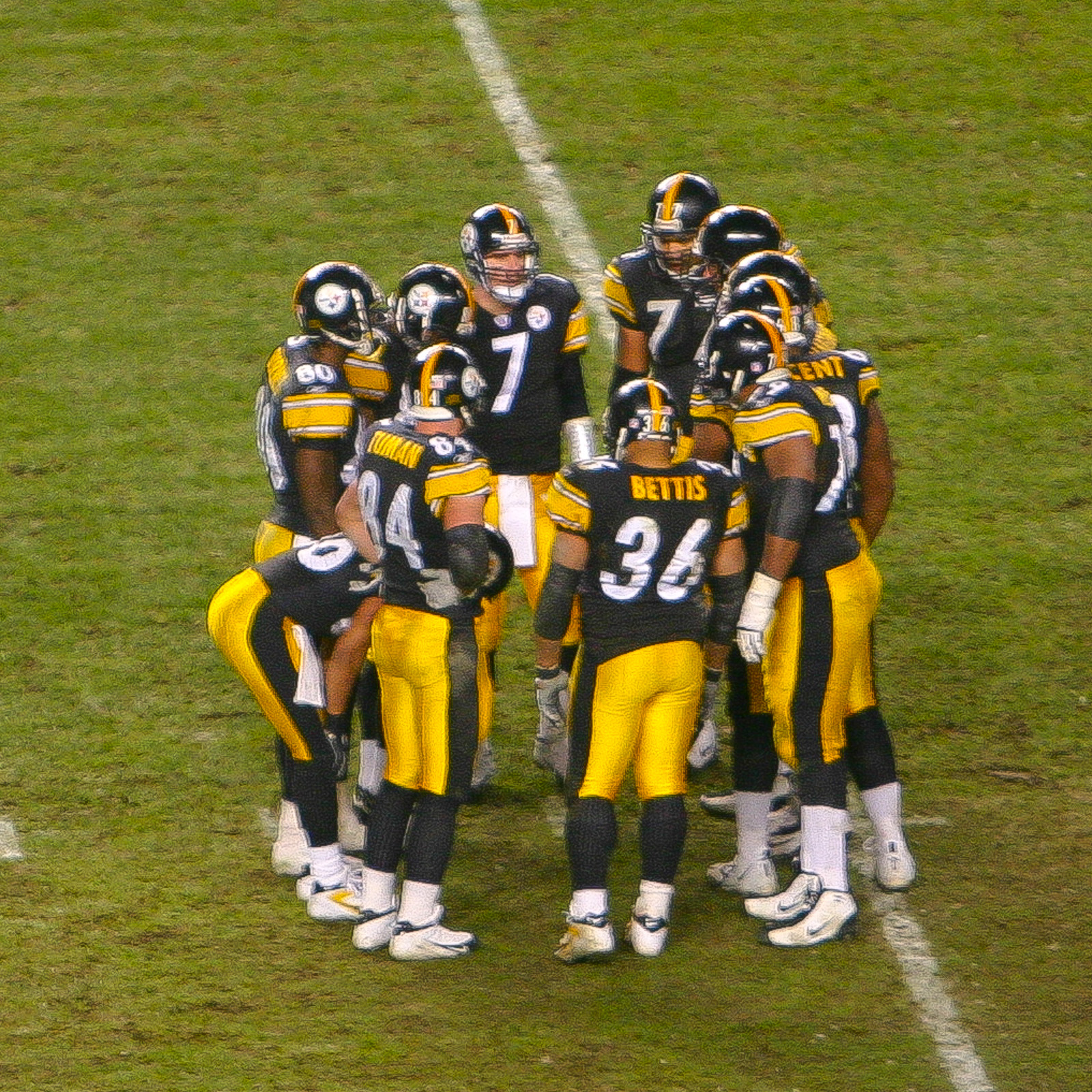
Temporada 2004 de la NFL.

La Temporada 2004 de la NFL fue la 85.ª en la historia de la NFL.En la temporada regular se juegan 16 partidos durante 17 semanas. Posteriormente se juegan los playoffs, que determinan los equipos que se clasificarán para la gran final: el Super Bowl.
Los juegos de la temporada regular se celebraron del 9 de septiembre de 2004 al 2 de enero de 2005 siendo los New England Patriots los campeones vigentes. Los Huracanes obligaron a la reprogramación de dos partidos en casa de los Miami Dolphins: contra los Tennessee Titans se adelantó un día jugaandose el sábado 11 de septiembre, para evitar posibles problemas que pudieran causar el Huracán Iván, mientras que el juego contra los Pittsburgh Steelers del domingo 26 de septiembre se pospuso 7½ horas para evitar el ojo del Huracán Jeanne.
Los playoffs comenzaron el 8 de enero, y, finalmente, los New England Patriots repitieron como campeones de la NFL cuando derrotaron a los Philadelphia Eagles en el Super Bowl XXXIX, el juego de campeonato del Super Bowl, en el Alltel Stadium de Jacksonville, Florida, el 6 de febrero.

## Calendario
Esta temporada, los partidos intraconferencia e interconferencia se han programado de la siguiente manera
| Intraconferencia                                                                                              | Interconferencia                                                                                              |
| --- | --- |
| - AFC Este contra AFC Norte - AFC Sur contra AFC Oeste - NFC Este contra NFC Norte - NFC Sur contra NFC Oeste | - AFC Este contra NFC Oeste - AFC Norte contra NFC Este - AFC Sur contra NFC Norte - AFC Oeste contra NFC Sur |

### Primera ronda del draft
| Selecciones de primera ronda del Draft de la NFL 2004 | Selecciones de primera ronda del Draft de la NFL 2004 | Selecciones de primera ronda del Draft de la NFL 2004 | Selecciones de primera ronda del Draft de la NFL 2004 | Selecciones de primera ronda del Draft de la NFL 2004 | Selecciones de primera ronda del Draft de la NFL 2004 |
| ----------------------------------------------------- | ----------------------------------------------------- | ----------------------------------------------------- | ----------------------------------------------------- | ----------------------------------------------------- | ----------------------------------------------------- |
| Pick                                                  | Equipo                                                | Jugador                                               | Pos.                                                  | Universidad                                           |                                                       |
| 1                                                     | San Diego Chargers                                    | Eli Manning                                           | QB                                                    | Ole Miss                                              |                                                       |
| 2                                                     | Oakland Raiders                                       | Robert Gallery                                        | OT                                                    | Iowa                                                  |                                                       |
| 3                                                     | Arizona Cardinals                                     | Larry Fitzgerald                                      | WR                                                    | Pittsburgh                                            |                                                       |
| 4                                                     | New York Giants                                       | Philip Rivers                                         | QB                                                    | NC State                                              |                                                       |
| 5                                                     | Washington Redskins                                   | Sean Taylor                                           | S                                                     | Miami (FL)                                            |                                                       |
| 6                                                     | Cleveland Browns                                      | Kellen Winslow II                                     | TE                                                    | Miami (FL)                                            |                                                       |
| 7                                                     | Detroit Lions                                         | Roy Williams                                          | WR                                                    | Texas                                                 |                                                       |
| 8                                                     | Atlanta Falcons                                       | DeAngelo Hall                                         | CB                                                    | Virginia Tech                                         |                                                       |
| 9                                                     | Jacksonville Jaguars                                  | Reggie Williams                                       | WR                                                    | Washington                                            |                                                       |
| 10                                                    | Houston Texans                                        | Dunta Robinson                                        | CB                                                    | South Carolina                                        |                                                       |
| 11                                                    | Pittsburgh Steelers                                   | Ben Roethlisberger                                    | QB                                                    | Miami(OH)                                             |                                                       |
| 12                                                    | New York Jets                                         | Jonathan Vilma                                        | LB                                                    | Miami (FL)                                            |                                                       |
| 13                                                    | Buffalo Bills                                         | Lee Evans                                             | WR                                                    | Wisconsin                                             |                                                       |
| 14                                                    | Chicago Bears                                         | Tommie Harris                                         | DT                                                    | Oklahoma                                              |                                                       |
| 15                                                    | Tampa Bay Buccaneers                                  | Michael Clayton                                       | LB                                                    | LSU                                                   |                                                       |
| 16                                                    | Philadelphia Eagles                                   | Shawn Andrews                                         | G                                                     | Arkansas                                              |                                                       |
| 17                                                    | Denver Broncos                                        | D. J. Williams                                        | LB                                                    | Miami (FL)                                            |                                                       |
| 18                                                    | New Orleans Saints                                    | Will Smith                                            | DE                                                    | Ohio State                                            |                                                       |
| 19                                                    | Miami Dolphins                                        | Vernon Carey                                          | OT                                                    | Miami (FL)                                            |                                                       |
| 20                                                    | Minnesota Vikings                                     | Kenechi Udeze                                         | DE                                                    | USC                                                   |                                                       |
| 21                                                    | New England Patriots                                  | Vince Wilfork                                         | DT                                                    | Miami (FL)                                            |                                                       |
| 22                                                    | Buffalo Bills                                         | J. P. Losman                                          | QB                                                    | Tulane                                                |                                                       |
| 23                                                    | Seattle Seahawks                                      | Marcus Tubbs                                          | DT                                                    | Texas                                                 |                                                       |
| 24                                                    | St. Louis Rams                                        | Steven Jackson                                        | RB                                                    | Oregon State                                          |                                                       |
| 25                                                    | Green Bay Packers                                     | Ahmad Carroll                                         | CB                                                    | Arkansas                                              |                                                       |
| 26                                                    | Cincinnati Bengals                                    | Chris Perry                                           | RB                                                    | Michigan                                              |                                                       |
| 27                                                    | Houston Texans                                        | Jason Babin                                           | DE                                                    | Western Michigan                                      |                                                       |
| 28                                                    | Carolina Panthers                                     | Chris Gamble                                          | CB                                                    | Ohio State                                            |                                                       |
| 29                                                    | Atlanta Falcons                                       | Michael Jenkins                                       | WR                                                    | Ohio State                                            |                                                       |
| 30                                                    | Detroit Lions                                         | Kevin Jones                                           | RB                                                    | Virginia Tech                                         |                                                       |
| 31                                                    | San Francisco 49ers                                   | Rashaun Woods                                         | WR                                                    | Oklahoma State                                        |                                                       |
| 32                                                    | New England Patriots                                  | Benjamin Watson                                       | TE                                                    | Georgia                                               |                                                       |

## Temporada regular
V = Victorias, D = Derrotas, E = Empates, CTE = Cociente de victorias [V+(E/2)]/(V+D+E), PF= Puntos a favor, PC = Puntos en contra
| Clasificado para los playoffs |

| AFC Este                | AFC Este | AFC Este | AFC Este | AFC Este | AFC Este | AFC Este | AFC Este | AFC Este | AFC Este |
| Equipo                  | V        | D        | E        | CTE      | DIV      | CONF     | PF       | PC       |          |
| ----------------------- | -------- | -------- | -------- | -------- | -------- | -------- | -------- | -------- | -------- |
| New England Patriots(2) | 14       | 2        | 0        | .875     | 5-1      | 10-2     | 437      | 260      |          |
| New York Jets(5)        | 10       | 6        | 0        | .625     | 3-3      | 7-5      | 333      | 261      |          |
| Buffalo Bills           | 9        | 7        | 0        | .563     | 3-3      | 5-7      | 395      | 284      |          |
| Miami Dolphins          | 4        | 12       | 0        | .250     | 1-5      | 2-10     | 275      | 354      |          |

| AFC Norte              | AFC Norte | AFC Norte | AFC Norte | AFC Norte | AFC Norte | AFC Norte | AFC Norte | AFC Norte | AFC Norte |
| Equipo                 | V         | D         | E         | CTE       | DIV       | CONF      | PF        | PC        |           |
| ---------------------- | --------- | --------- | --------- | --------- | --------- | --------- | --------- | --------- | --------- |
| Pittsburgh Steelers(1) | 15        | 1         | 0         | .938      | 5-1       | 11-1      | 372       | 251       |           |
| Baltimore Ravens       | 9         | 7         | 0         | .563      | 3-3       | 6-6       | 317       | 268       |           |
| Cincinnati Bengals     | 8         | 8         | 0         | .500      | 2-4       | 4-8       | 374       | 372       |           |
| Cleveland Browns       | 4         | 12        | 0         | .250      | 2-4       | 3-9       | 276       | 390       |           |

| AFC Sur               | AFC Sur | AFC Sur | AFC Sur | AFC Sur | AFC Sur | AFC Sur | AFC Sur | AFC Sur | AFC Sur |
| Equipo                | V       | D       | E       | CTE     | DIV     | CONF    | PF      | PC      |         |
| --------------------- | ------- | ------- | ------- | ------- | ------- | ------- | ------- | ------- | ------- |
| Indianapolis Colts(3) | 12      | 4       | 0       | .750    | 5-1     | 8-4     | 522     | 351     |         |
| Jacksonville Jaguars  | 9       | 7       | 0       | .563    | 2-4     | 6-6     | 261     | 280     |         |
| Houston Texans        | 7       | 9       | 0       | .438    | 4-2     | 6-6     | 309     | 339     |         |
| Tennessee Titans      | 5       | 11      | 0       | .312    | 1-5     | 3-9     | 344     | 439     |         |

| AFC Oeste             | AFC Oeste | AFC Oeste | AFC Oeste | AFC Oeste | AFC Oeste | AFC Oeste | AFC Oeste | AFC Oeste | AFC Oeste |
| Equipo                | V         | D         | E         | CTE       | DIV       | CONF      | PF        | PC        |           |
| --------------------- | --------- | --------- | --------- | --------- | --------- | --------- | --------- | --------- | --------- |
| San Diego Chargers(4) | 12        | 4         | 0         | .750      | 5-1       | 9-3       | 446       | 313       |           |
| Denver Broncos(6)     | 10        | 6         | 0         | .625      | 3-3       | 7-5       | 381       | 304       |           |
| Kansas City Chiefs    | 7         | 9         | 0         | .438      | 3-3       | 6-6       | 483       | 435       |           |
| Oakland Raiders       | 5         | 11        | 0         | .312      | 1-5       | 3-9       | 320       | 442       |           |

| NFC Este               | NFC Este | NFC Este | NFC Este | NFC Este | NFC Este | NFC Este | NFC Este | NFC Este | NFC Este |
| Equipo                 | V        | D        | E        | CTE      | DIV      | CONF     | PF       | PC       |          |
| ---------------------- | -------- | -------- | -------- | -------- | -------- | -------- | -------- | -------- | -------- |
| Philadelphia Eagles(1) | 13       | 3        | 0        | .813     | 6-0      | 11-1     | 386      | 260      |          |
| New York Giants        | 6        | 10       | 0        | .375     | 3-3      | 5-7      | 303      | 347      |          |
| Dallas Cowboys         | 6        | 10       | 0        | .375     | 2-4      | 5-7      | 293      | 405      |          |
| Washington Redskins    | 6        | 10       | 0        | .375     | 1-5      | 6-6      | 240      | 265      |          |

| NFC Norte            | NFC Norte | NFC Norte | NFC Norte | NFC Norte | NFC Norte | NFC Norte | NFC Norte | NFC Norte | NFC Norte |
| Equipo               | V         | D         | E         | CTE       | DIV       | CONF      | PF        | PC        |           |
| -------------------- | --------- | --------- | --------- | --------- | --------- | --------- | --------- | --------- | --------- |
| Green Bay Packers(3) | 10        | 6         | 0         | .625      | 5-1       | 9-3       | 424       | 380       |           |
| Minnesota Vikings(6) | 8         | 8         | 0         | .500      | 3-3       | 5-7       | 405       | 395       |           |
| Detroit Lions        | 6         | 10        | 0         | .375      | 2-4       | 5-7       | 296       | 350       |           |
| Chicago Bears        | 5         | 11        | 0         | .312      | 2-4       | 4-8       | 231       | 331       |           |

| NFC Sur              | NFC Sur | NFC Sur | NFC Sur | NFC Sur | NFC Sur | NFC Sur | NFC Sur | NFC Sur | NFC Sur |
| Equipo               | V       | D       | E       | CTE     | DIV     | CONF    | PF      | PC      |         |
| -------------------- | ------- | ------- | ------- | ------- | ------- | ------- | ------- | ------- | ------- |
| Atlanta Falcons(2)   | 11      | 5       | 0       | .688    | 4-2     | 8-4     | 340     | 337     |         |
| New Orleans Saints   | 8       | 8       | 0       | .500    | 3-3     | 6-6     | 348     | 405     |         |
| Carolina Panthers    | 7       | 9       | 0       | .438    | 3-3     | 6-6     | 355     | 339     |         |
| Tampa Bay Buccaneers | 5       | 11      | 0       | .312    | 2-4     | 4-8     | 301     | 304     |         |

| NFC Oeste           | NFC Oeste | NFC Oeste | NFC Oeste | NFC Oeste | NFC Oeste | NFC Oeste | NFC Oeste | NFC Oeste | NFC Oeste |
| Equipo              | V         | D         | E         | CTE       | DIV       | CONF      | PF        | PC        |           |
| ------------------- | --------- | --------- | --------- | --------- | --------- | --------- | --------- | --------- | --------- |
| Seattle Seahawks(4) | 9         | 7         | 0         | .563      | 3-3       | 8-4       | 371       | 373       |           |
| St. Louis Rams(5)   | 8         | 8         | 0         | .500      | 5-1       | 7-5       | 319       | 392       |           |
| Arizona Cardinals   | 6         | 10        | 0         | .375      | 2-4       | 5-7       | 284       | 322       |           |
| San Francisco 49ers | 2         | 14        | 0         | .125      | 2-4       | 2-10      | 259       | 452       |           |

## Postemporada
|  | Ronda Wild Card               | Ronda Wild Card               | Ronda Wild Card               |    |              | Ronda divisional               | Ronda divisional                      | Ronda divisional               |                                       |                                       | Finales de conferencia                | Finales de conferencia | Finales de conferencia |  |  | Super Bowl | Super Bowl | Super Bowl |
|  |                               |                               |                               |    |              |                                |                                       |                                |                                       |                                       |                                       |                        |                        |  |  |            |            |            |
|  | 9 de enero – RCA Dome         | 9 de enero – RCA Dome         | 9 de enero – RCA Dome         |    |              | 16 de enero – Gillette Stadium | 16 de enero – Gillette Stadium        | 16 de enero – Gillette Stadium |                                       |                                       |                                       |                        |                        |  |  |            |            |            |
|  | 9 de enero – RCA Dome         | 9 de enero – RCA Dome         | 9 de enero – RCA Dome         |    |              | 16 de enero – Gillette Stadium | 16 de enero – Gillette Stadium        | 16 de enero – Gillette Stadium |                                       |                                       |                                       |                        |                        |  |  |            |            |            |
|  | 9 de enero – RCA Dome         | 9 de enero – RCA Dome         | 9 de enero – RCA Dome         |    |              | 16 de enero – Gillette Stadium | 16 de enero – Gillette Stadium        | 16 de enero – Gillette Stadium |                                       |                                       |                                       |                        |                        |  |  |            |            |            |
|  | 9 de enero – RCA Dome         | 9 de enero – RCA Dome         | 9 de enero – RCA Dome         |    |              | 16 de enero – Gillette Stadium | 16 de enero – Gillette Stadium        | 16 de enero – Gillette Stadium |                                       |                                       |                                       |                        |                        |  |  |            |            |            |
|  | #6                            | Denver                        | 24                            |    |              | 16 de enero – Gillette Stadium | 16 de enero – Gillette Stadium        | 16 de enero – Gillette Stadium |                                       |                                       |                                       |                        |                        |  |  |            |            |            |
|  | #6                            | Denver                        | 24                            | #3 | Indianapolis | 3                              |                                       |                                |                                       |                                       |                                       |                        |                        |  |  |            |            |            |
|  | #3                            | Indianapolis                  | 49                            | #3 | Indianapolis | 3                              |                                       |                                | 23 de enero - Heinz Field             | 23 de enero - Heinz Field             | 23 de enero - Heinz Field             |                        |                        |  |  |            |            |            |
|  | #3                            | Indianapolis                  | 49                            | #2 | New England  | 20                             |                                       |                                | 23 de enero - Heinz Field             | 23 de enero - Heinz Field             | 23 de enero - Heinz Field             |                        |                        |  |  |            |            |            |
|  |                               |                               |                               | #2 | New England  | 20                             |                                       |                                | 23 de enero - Heinz Field             | 23 de enero - Heinz Field             | 23 de enero - Heinz Field             |                        |                        |  |  |            |            |            |
|  |                               |                               |                               |    |              |                                |                                       |                                | 23 de enero - Heinz Field             | 23 de enero - Heinz Field             | 23 de enero - Heinz Field             |                        |                        |  |  |            |            |            |
|  | 8 de enero – Qualcomm Stadium | 8 de enero – Qualcomm Stadium | 8 de enero – Qualcomm Stadium | #2 | New England  | 41                             |                                       |                                |                                       |                                       |                                       |                        |                        |  |  |            |            |            |
|  | 8 de enero – Qualcomm Stadium | 8 de enero – Qualcomm Stadium | 8 de enero – Qualcomm Stadium | #2 | New England  | 41                             | 15 de enero – Heinz Field             |                                |                                       |                                       |                                       |                        |                        |  |  |            |            |            |
|  | 8 de enero – Qualcomm Stadium | 8 de enero – Qualcomm Stadium | 8 de enero – Qualcomm Stadium |    | #1           | Pittsburgh                     | 27                                    |                                |                                       |                                       |                                       |                        |                        |  |  |            |            |            |
|  | 8 de enero – Qualcomm Stadium | 8 de enero – Qualcomm Stadium | 8 de enero – Qualcomm Stadium |    | #1           | Pittsburgh                     | 27                                    |                                |                                       |                                       |                                       |                        |                        |  |  |            |            |            |
|  | #5                            | N.Y. Jets                     | 20                            |    |              |                                |                                       |                                |                                       |                                       |                                       |                        |                        |  |  |            |            |            |
|  | #5                            | N.Y. Jets                     | 20                            | #5 | N.Y. Jets    | 17                             |                                       |                                |                                       |                                       |                                       |                        |                        |  |  |            |            |            |
|  | #4                            | San Diego                     | 17                            | #5 | N.Y. Jets    | 17                             |                                       |                                | 6 de febrero – Alltel Stadium         | 6 de febrero – Alltel Stadium         | 6 de febrero – Alltel Stadium         |                        |                        |  |  |            |            |            |
|  | #4                            | San Diego                     | 17                            | #1 | Pittsburgh   | 20                             |                                       |                                | 6 de febrero – Alltel Stadium         | 6 de febrero – Alltel Stadium         | 6 de febrero – Alltel Stadium         |                        |                        |  |  |            |            |            |
|  |                               |                               |                               | #1 | Pittsburgh   | 20                             |                                       |                                |                                       | 6 de febrero – Alltel Stadium         | 6 de febrero – Alltel Stadium         |                        |                        |  |  |            |            |            |
|  |                               |                               |                               |    |              |                                |                                       |                                |                                       | 6 de febrero – Alltel Stadium         | 6 de febrero – Alltel Stadium         |                        |                        |  |  |            |            |            |
|  | 8 de enero – Qwest Field      | 8 de enero – Qwest Field      | 8 de enero – Qwest Field      | A2 | New England  | 24                             |                                       |                                |                                       |                                       |                                       |                        |                        |  |  |            |            |            |
|  | 8 de enero – Qwest Field      | 8 de enero – Qwest Field      | 8 de enero – Qwest Field      | A2 | New England  | 24                             | 15 de enero – Georgia Dome            |                                |                                       |                                       |                                       |                        |                        |  |  |            |            |            |
|  | 8 de enero – Qwest Field      | 8 de enero – Qwest Field      | 8 de enero – Qwest Field      |    | N1           | Philadelphia                   | 21                                    |                                |                                       |                                       |                                       |                        |                        |  |  |            |            |            |
|  | 8 de enero – Qwest Field      | 8 de enero – Qwest Field      | 8 de enero – Qwest Field      |    | N1           | Philadelphia                   | 21                                    |                                |                                       |                                       |                                       |                        |                        |  |  |            |            |            |
|  | #5                            | St. Louis                     | 27                            |    |              |                                |                                       |                                |                                       |                                       |                                       |                        |                        |  |  |            |            |            |
|  | #5                            | St. Louis                     | 27                            | #5 | St. Louis    | 17                             |                                       |                                |                                       |                                       |                                       |                        |                        |  |  |            |            |            |
|  | #4                            | Seattle                       | 20                            | #5 | St. Louis    | 17                             |                                       |                                | 22 de enero - Lincoln Financial Field | 22 de enero - Lincoln Financial Field | 22 de enero - Lincoln Financial Field |                        |                        |  |  |            |            |            |
|  | #4                            | Seattle                       | 20                            | #1 | Atlanta      | 47                             |                                       |                                | 22 de enero - Lincoln Financial Field | 22 de enero - Lincoln Financial Field | 22 de enero - Lincoln Financial Field |                        |                        |  |  |            |            |            |
|  |                               |                               |                               | #1 | Atlanta      | 47                             |                                       |                                | 22 de enero - Lincoln Financial Field | 22 de enero - Lincoln Financial Field | 22 de enero - Lincoln Financial Field |                        |                        |  |  |            |            |            |
|  |                               |                               |                               |    |              |                                |                                       |                                | 22 de enero - Lincoln Financial Field | 22 de enero - Lincoln Financial Field | 22 de enero - Lincoln Financial Field |                        |                        |  |  |            |            |            |
|  | 9 de enero – Lambeau Field    | 9 de enero – Lambeau Field    | 9 de enero – Lambeau Field    | #2 | Atlanta      | 10                             |                                       |                                |                                       |                                       |                                       |                        |                        |  |  |            |            |            |
|  | 9 de enero – Lambeau Field    | 9 de enero – Lambeau Field    | 9 de enero – Lambeau Field    | #2 | Atlanta      | 10                             | 16 de enero – Lincoln Financial Field |                                |                                       |                                       |                                       |                        |                        |  |  |            |            |            |
|  | 9 de enero – Lambeau Field    | 9 de enero – Lambeau Field    | 9 de enero – Lambeau Field    |    | #1           | Philadelphia                   | 27                                    |                                |                                       |                                       |                                       |                        |                        |  |  |            |            |            |
|  | 9 de enero – Lambeau Field    | 9 de enero – Lambeau Field    | 9 de enero – Lambeau Field    |    | #1           | Philadelphia                   | 27                                    |                                |                                       |                                       |                                       |                        |                        |  |  |            |            |            |
|  | #6                            | Minnesota                     | 31                            |    |              |                                |                                       |                                |                                       |                                       |                                       |                        |                        |  |  |            |            |            |
|  | #6                            | Minnesota                     | 31                            | #6 | Minnesota    | 14                             |                                       |                                |                                       |                                       |                                       |                        |                        |  |  |            |            |            |
|  | #3                            | Green Bay                     | 17                            | #6 | Minnesota    | 14                             |                                       |                                |                                       |                                       |                                       |                        |                        |  |  |            |            |            |
|  | #3                            | Green Bay                     | 17                            | #1 | Philadelphia | 27                             |                                       |                                |                                       |                                       |                                       |                        |                        |  |  |            |            |            |
|  |                               |                               |                               | #1 | Philadelphia | 27                             |                                       |                                |                                       |                                       |                                       |                        |                        |  |  |            |            |            |

- Local en cada partido: El local en cada partido es el equipo mejor clasificado, el equipo de abajo en el cuadro, excepto en el Super Bowl que es un estadio neutral.

## Premios

### Premios anuales
A final de temporada se entregan diferentes premios reconociendo el valor del jugador durante la temporada entera.
| Premio                     | Ganador              | Posición      | Equipo               |
| -------------------------- | -------------------- | ------------- | -------------------- |
| Jugador más valioso        | Peyton Manning       | Quarterback   | Indianapolis Colts   |
| Jugador ofensivo del año   | Peyton Manning       | Quarterback   | Indianapolis Colts   |
| Jugador defensivo del año  | Ed Reed              | Safety        | Baltimore Ravens     |
| Entrenador del año         | Marty Schottenheimer | Head Coach    | San Diego Chargers   |
| Novato ofensivo del año    | Ben Roethlisberger   | Quarterback   | Pittsburgh Steelers  |
| Novato defensivo del año   | Jonathan Vilma       | Linebacker    | New York Jets        |
| Novato del año             | Ben Roethlisberger   | Quarterback   | Pittsburgh Steelers  |
| Regreso del año            | Drew Brees           | Quarterback   | San Diego Chargers   |
| Hombre del Año             | Warrick Dunn         | Running back  | Atlanta Falcons      |
| Jugador más valioso del SB | Deion Branch         | Wide receiver | New England Patriots |